# Ptéra
Ptéra (プテラ, Ptera, dans les versions originales en japonais) est un Pokémon de première génération.
Issu de la célèbre franchise de médias créée par Satoshi Tajiri, il apparaît dans une collection de jeux vidéo et de cartes, dans une série d'animation, plusieurs films, et d'autres produits dérivés, ils sont imaginés par l'équipe de Game Freak et dessinés par Ken Sugimori. Sa première apparition a lieu au Japon en 1996, dans les jeux vidéo Pokémon Vert et Pokémon Rouge. Ce Pokémon est du double type roche et vol et occupe le 142e emplacements du Pokédex, l'encyclopédie fictive recensant les différentes espèces de Pokémon.
Depuis la sixième génération, Ptéra peut méga-évoluer en Méga-Ptéra.

## Création
La franchise Pokémon, développée par Game Freak pour Nintendo et introduite au Japon en 1996, tourne autour du concept de capture et d'entraînement de 150 espèces de créatures appelées Pokémon, afin de les utiliser pour combattre des Pokémon sauvages et ceux d'autres dresseurs Pokémon, qu'il s'agisse de personnages non-joueurs ou d'autres joueurs humains. La puissance des Pokémon au combat est déterminée par leurs statistiques d'attaque, de défense et de vitesse et ils peuvent apprendre de nouvelles capacités en accumulant des points d'expérience ou si leur dresseur leur donne certains objets.

### Conception graphique

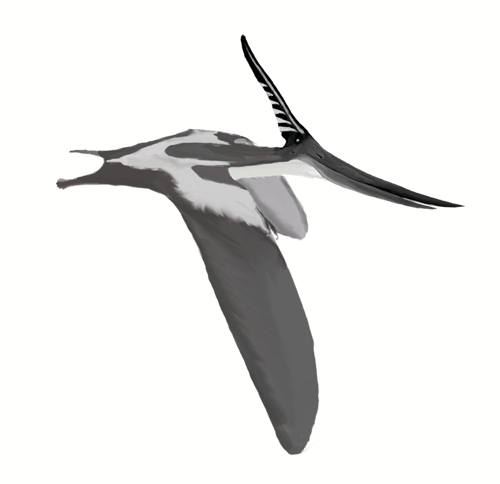
Illustration de Pteranodon longiceps, qui a peut-être servi d'inspiration à Ptéra.

La conception de Ptéra est le fait, comme pour la plupart des Pokémon, de l'équipe chargée du développement des personnages au sein du studio Game Freak. Leur apparence est finalisée par Ken Sugimori pour la première génération des jeux Pokémon, Pokémon Rouge et Pokémon Vert, sortis à l'extérieur du Japon sous les titres de Pokémon Rouge et Pokémon Bleu,.
Nintendo et Game Freak n'ont pas évoqué la source d'inspiration de ce Pokémon. Néanmoins, certains fans avancent qu'il pourrait être basé sur le kaiju Rodan en raison de son air de ptérodactyle et de ses deux crêtes.

### Étymologie
Français, japonais : Ptéra vient de ptéranodon, reptile volant dont il est inspiré.
Anglais, allemand : Aerodactyl vient de aero, préfixe grec pour aérien, et pterodactyl, ptérodactyle en anglais.

## Description
Ptéra n'a ni évolution, ni pré-évolution.

### Ptéra
Comme pratiquement tous les Pokémon, il ne peut pas parler : lors de son apparition dans les jeux vidéo tout comme dans la série d'animation, il ne peut pas parler et n'est seulement capable de communiquer verbalement en répétant les syllabes de son nom d'espèce en utilisant différents accents, différentes tonalités, et en rajoutant du langage corporel.
C'est un Pokémon préhistorique obtenu par clonage sur un morceau d'ambre. Son nom vient de Ptérodactyle, un reptile volant du Jurassique.

### Méga-Ptéra
Méga-Ptéra est un Pokémon de type roche et vol. Du bout des ailes jusqu'au menton, il a des pierres qui parsèment son corps. 

## Apparitions

### Jeux vidéo
Ptéra apparaît dans série de jeux vidéo Pokémon. Ptéra apparaît pour la première fois dans Pokémon Rouge et Vert (Japon) et dans Pokémon Rouge et Bleu (en Europe et aux États-Unis). D'abord en japonais, puis traduits en plusieurs autres langues, ces jeux ont été vendus à plus de 200 millions d'exemplaires à travers le monde. Il fait sa première apparition dans un jeu vidéo le 27 février 1996, dans les jeux japonais Pocket Monsters Aka (ポケットモンスター 赤, Poketto Monsutā Aka, Pocket Monsters Rouge) et Pocket Monsters Midori (ポケットモンスター 緑, Poketto Monsutā Midori, Pocket Monsters Vert) (remplacé dans les autres pays par la version Bleue).

### Série télévisée et films
La série télévisée Pokémon ainsi que les films sont des aventures séparées de la plupart des autres versions de Pokémon et mettent en scène Sacha en tant que personnage principal. Sacha et ses compagnons voyagent à travers le monde Pokémon en combattant d'autres dresseurs Pokémon.